# Alphonse Hirsch
Pour les articles homonymes, voir Hirsch.
Alphonse Hirsch, 2 mai 1843 à Paris et mort le 15 juillet 1884 à Vanves, est un artiste peintre, un graveur et un collectionneur d'art français, proche du milieu des impressionnistes.

## Biographie
Dernier des quatre enfants d'Élisabeth Bella Philippe (1803-1882) et de Salomon Hirsch (mort en 1853), Alphonse Hirsch entre aux Beaux-arts de Paris et devient l'élève de Léon Bonnat et d'Ernest Meissonier ; il commence par produire des eaux-fortes d'interprétation. Son frère aîné est Émile Hirsch, peintre-verrier.
Sa première apparition au Salon de Paris remonte à 1869 ; il y propose entre autres trois gravures d'après Bonvin, Goya et Ribot, publiées dans la Gazette des beaux-arts. Sa participation au Salon est régulière jusqu'en 1884. Sa toile Premier Trouble y est remarquée en 1876 et éditée par Goupil & Cie. De cette époque date son amitié avec Édouard Manet, Edgar Degas, Giuseppe De Nittis, et la famille Camondo, dont il exécute un portrait de groupe (Les enfants Camondo, 1875). Degas et De Nittis exécutèrent chacun le même jour, le 20 février 1875, un portrait gravé représentant Hirsch en buste, sous l'œil complice de Philippe Burty et Marcellin Desboutin ; ils fréquentaient tous la boutique de Samuel Bing, L'Art japonais.
Hirsch réunit une collection d'eaux-fortes et de gravures modernes dans laquelle tous les principaux maîtres français étaient représentés, et particulièrement Félix Bracquemond par un œuvre important, et Charles Meryon. Cette collection fut vendue en totalité en juillet 1875.
En 1879, il épouse Henriette Perugia (1855-1923), originaire de Trieste, dont deux filles, et est le beau-frère de Leopold de Rothschild de Londres.